# Solanum palinacanthum
Solanum palinacanthum,  es una especie de planta fanerógama perteneciente  a la familia de las solanáceas. Es originaria de Bolivia y Brasil.

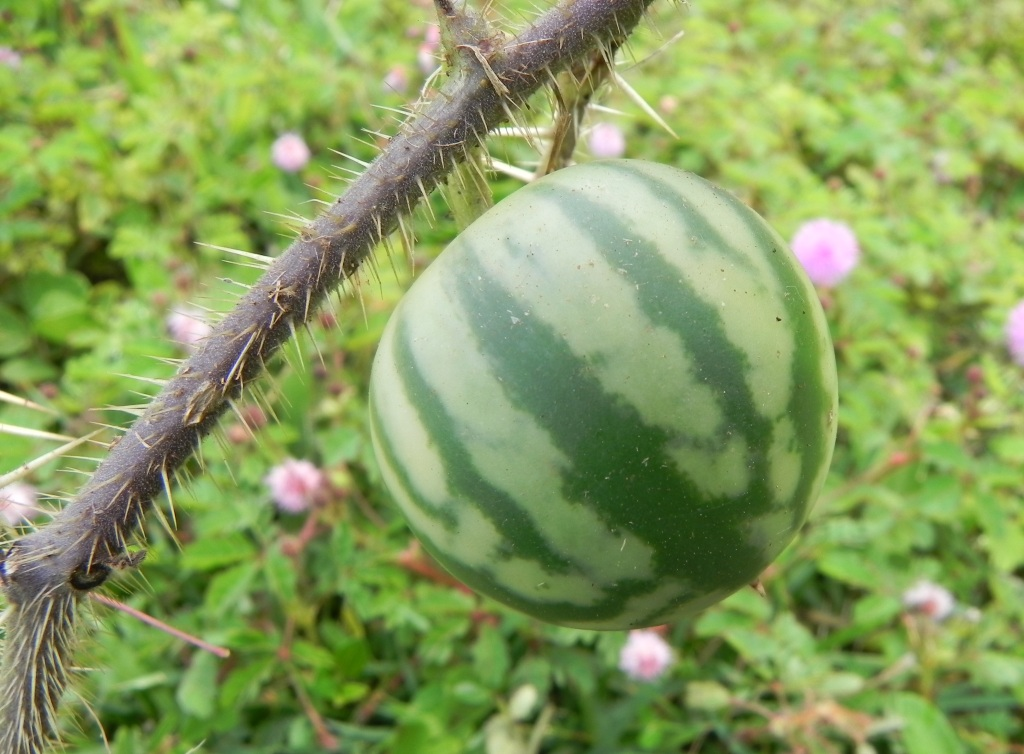
Frutos

## Taxonomía
Solanum palinacanthum fue descrita por Michel Félix Dunal y publicado en Prodromus Systematis Naturalis Regni Vegetabilis 13(1): 245. 1852.
Etimología
Solanum: nombre genérico que deriva del vocablo Latíno equivalente al Griego στρνχνος (strychnos) para designar el Solanum nigrum (la "Hierba mora") —y probablemente otras especies del género, incluida la berenjena—, ya empleado por Plinio el Viejo en su Historia naturalis (21, 177 y 27, 132) y, antes, por Aulus Cornelius Celsus en De Re Medica (II, 33). Podría ser relacionado con el Latín sol. -is, "el sol", debido a que la planta sería propia de sitios algo soleados.
palinacanthum: epíteto latino
Sinonimia
- Solanum claviceps Griseb.
- Solanum vexans S. Moore[5]